# Tàngara melera cama-roja
La tàngara melera cama-roja (Cyanerpes cyaneus) és una espècie de petita ocell de la família Thraupidae. Es distribueix en els tròpics del Nou Món, des del sud de Mèxic fins a Perú, Bolívia, el centre del Brasil i les Guaianes. També a Trinitat i Tobago, i a Cuba, illa on possiblement hagi estat introduït.